# Закон обмеженого росту Дарвіна
Закон обмеженого росту Дарвіна — це закон сформульований Ч. Дарвіном у праці «Походження видів» (1859). Закон, згідно з яким «не існує жодного винятку з правила, за яким будь-яка органічна істота природно розмножується в настільки швидкій прогресії (геометричній), що, якби вона не піддавалася винищуванню, потомство однієї пари дуже скоро заповнило б усю земну кулю».